# Dentichasmias busseolae
Dentichasmias busseolae là một loài tò vò trong họ Ichneumonidae.